# Санітарно-захисна зона
Саніта́рно-захисна́ зо́на (СЗЗ) — зона, яка відокремлює промислове підприємство від житлової забудови.
Санітарно-захисна зона — територія навколо потенційно небезпечного підприємства, в межах якої заборонено проживання населення та ведення господарської діяльності, розміри якої встановлюються проектною документацією відповідно до державних нормативних документів.
Санітарно-захисні зони створюються навколо об'єктів, які є джерелами виділення шкідливих речовин, запахів, підвищених рівнів шуму, вібрації, ультразвукових і електромагнітних хвиль, електронних полів, іонізуючих випромінювань тощо, з метою відокремлення таких об'єктів від територій житлової забудови.
У межах санітарно-захисних зон забороняється будівництво житлових об'єктів, об'єктів соціальної інфраструктури та інших об'єктів, пов'язаних з постійним перебуванням людей.
Санітарно-захисна зона — територія, розташована між пром. підприємствами і найближчими житловими і громадськими та ін. непромисловими будівлями. Створюється для захисту населення від впливу несприятливих виробничих чинників (пил, гази, шум, вібрації і інш.), величина яких на межі санітарно-захисної зони не повинна перевищувати гігієнічних нормативів, встановлених для населених місць. Ширина санітарно-захисної зони залежить від характеру і потужності виробництва, досконалості технол. процесів, рівня несприятливих чинників, рози вітрів, застосування газо- і пилоочисних пристроїв, наявності протишумових, противібраційних і інших захисних заходів. Згідно з санітарними нормами промислові підприємства, теплові й атомні електростанції, санітарно-технічні споруди й інші об'єкти розділені на 5 класів: для об'єктів 1 класу ширина санітарно-захисної зони повинна бути не менше 1000 м, II — 500 м, III — 300 м, IV — 100 м, V — 50 м. Санітарно-захисні зони шириною 1000 м встановлені для підприємств із видобутку руд свинцю, миш'яку, марганцю, ртуті, природного газу; санітарно-захисні зони 500 м — для підприємств із видобутку кам., бурого і інш. вугілля, фосфоритів, апатитів, колчеданів, залізних і поліметалічних руд; санітарно-захисні зони 300 м — для підприємств із видобутку доломіту, магнетитів і інш., а також для гідрошахт, збагачувальних і брикетних фабрик. Санітарно-захисна зона 100 м рекомендується для підприємств з видобутку кам'яної солі, торфу фрезерним способом і інш. Територія санітарно-захисної зони повинна бути озеленена, що сприяє зменшенню атм. забруднень і зниженню рівня шуму.
Детальніше про класифікацію шкідливих підприємств за санітарними нормами залежно від складу і кількості шкідливих виділень та характеру технологічних процесів можна ознайомитися в Державних санітарних правилах планування та забудови населених пунктів, затверджених МОЗ України Наказом  № 173 від 19 червня 1996 року.
Відповідно до статті 114 Земельного Кодексу України - санітарно-захисні зони створюються навколо об'єктів, які є джерелами виділення шкідливих речовин, запахів, підвищених рівнів шуму, вібрації, ультразвукових і електромагнітних хвиль, електронних полів, іонізуючих випромінювань тощо, з метою відокремлення таких об'єктів від територій житлової забудови. У межах санітарно-захисних зон забороняється будівництво житлових об'єктів, об'єктів соціальної інфраструктури та інших об'єктів, пов'язаних з постійним перебуванням людей. Правовий режим земель санітарно-захисних зон визначається законодавством України.